# Invasión anglo-portuguesa al Río de la Plata (1763)
La invasión anglo-portuguesa al Río de la Plata fue una operación enmarcada en la guerra de los Siete Años por la cual, en 1763, el Imperio portugués -gobernado por José I de Portugal y su ministro el Marqués de Pombal- y Gran Bretaña -en los primeros años del reinado de Jorge III del Reino Unido- pretendieron tomar control de la Gobernación del Río de la Plata, que pertenecía al inmenso virreinato del Perú del Imperio español.

## Antecedentes
En 1756 estalló una nueva guerra entre las principales potencias europeas, la llamada Guerra de los Siete Años. España, gobernada por Carlos III, entró finalmente en la guerra al lado de la Francia de Luis XV en enero de 1762, obligado por el Tercer pacto de familia que unía a ambos monarcas de la Casa de Borbón. Ese mismo mes zarpó de Cádiz la fragata Victoria (26 cañones), al mando del teniente de navío Carlos José de Sarriá, con órdenes para el gobernador Pedro de Cevallos de sitiar y tomar Colonia del Sacramento. 

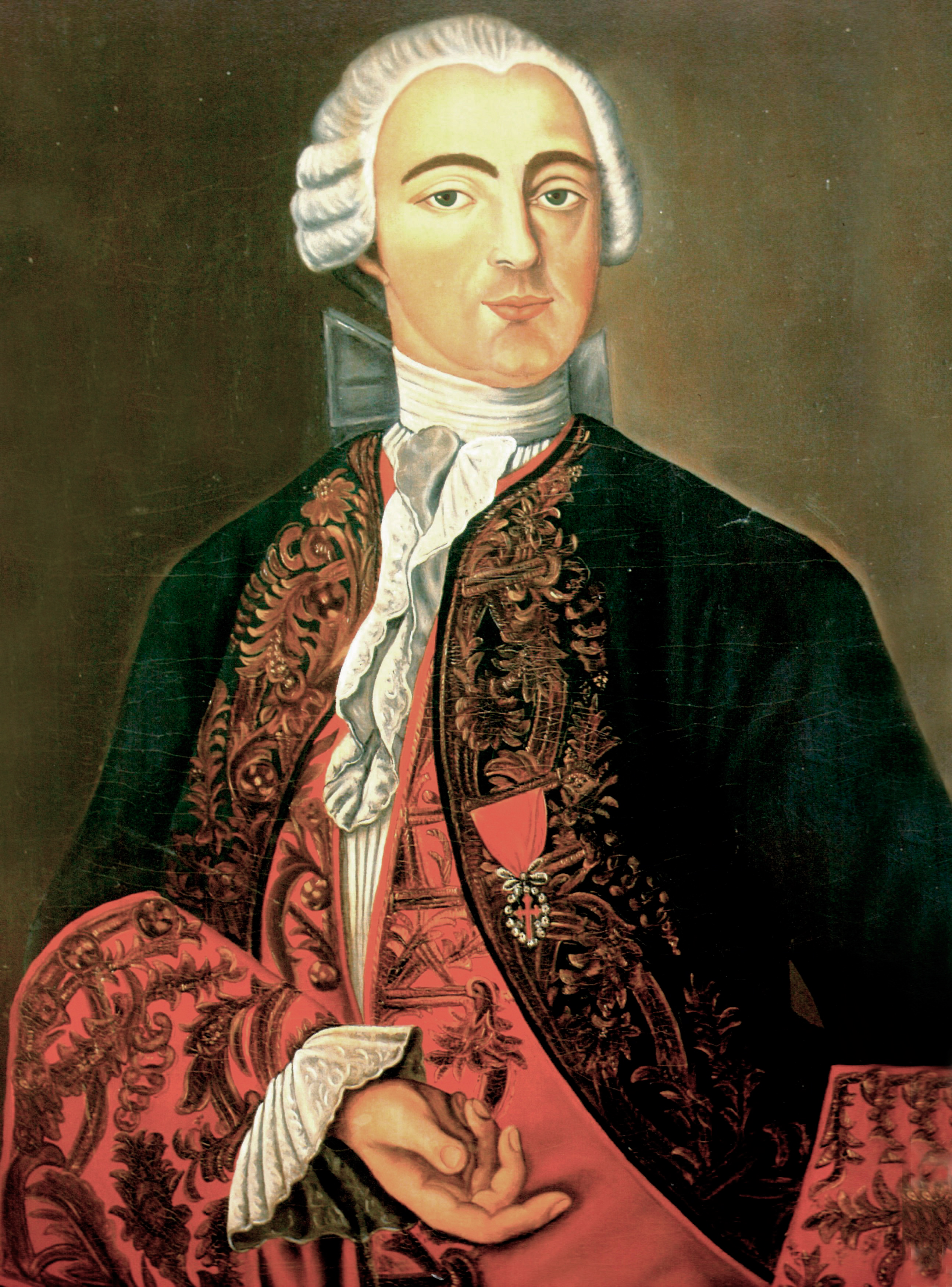
Pedro de Cevallos.

Cevallos zarpó a principios de septiembre con una escuadra compuesta por una fragata, un navío de registro armado, tres avisos, doce lanchas grandes armadas y quince transportes. Tras arribar a Colonia el 4 de septiembre, las 7 naves españolas anclaron y comenzó el desembarco que se prolongó hasta el 14. Recién el día 26 arribó la artillería de Montevideo y el 27 se sumaron 1.200 nativos de las Misiones Jesuíticas. El 1 de octubre emprendió la marcha del ejército comenzando el sitio a la Colonia el 5 de octubre de 1762. 
Tras el desembarco, la escuadra al mando de Sarriá, compuesta de la fragata Victoria, el navío de registro Santa Cruz, tres avisos, ocho lanchas y tres corsarios, se retiró sin órdenes de Cevallos a la Ensenada de Barragán, en la costa occidental del Río de la Plata, lo que posibilitó que el 14 de octubre 4 bergantines portugueses evacuaran de la plaza sitiada a numerosas familias y los caudales y que 3 de ellos regresaran el 17 de octubre con víveres y materiales para la defensa. 
Sarriá, atrincherado en Ensenada, desobedeció las reiteradas órdenes para regresar y combatir aduciendo que no había venido de España a luchar contra el contrabando. Finalmente accedió a zarpar el 17 de octubre, pero no dejó el puerto hasta el 29, llegando a Colonia dos días después, tras la capitulación.
En efecto, el 31 de octubre de 1762 Da Silva Fonseca, gobernador de Colonia, capituló ante Cevallos y dos días después la ciudad fue ocupada.

## La expedición
Mientras tanto, en Inglaterra maduraba desde comienzos de 1762, impulsado por el embajador portugués, un plan para intervenir en el Río de la Plata apoyándose en Colonia, plan que involucraba al gobierno portugués, al gabinete inglés de Thomas Pelham-Holles, 1° duque de Newcastle, y a la Compañía Británica de las Indias Orientales (British East India Company). Según este plan, quedaría la Banda Oriental para los portugueses y la Banda Occidental para los británicos. La Compañía organizaría la expedición, por lo que el estatus legal de la expedición proyectada era discutible y la acercaba a una operación corsaria. 
La Compañía efectuó una suscripción hasta lograr reunir 100.000 libras esterlinas y aportó las naves, publicando un bando en las calles de Londres solicitando tripulantes aventureros para la expedición, asegurando "libertad absoluta para el saqueo". 

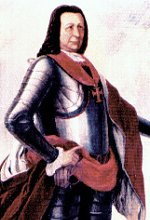
Gomes Freire de Andrade.

El 14 de enero de 1762 se adquirió el HMS Kingston, navío de 1068 toneladas construido por Bassel en Hull en 1697. De 60 cañones, fue reforzado y llevado a 64 piezas de bronce y puesto al mando del capitán MacNamara, formalmente oficial de la Compañía. Adquirida también al Almirantazgo la fragata Ambuscade, de 40 cañones, al mando del capitán William Roberts, la flota zarpó de Londres en julio de 1762 rumbo a Lisboa con 700 hombres de tropa y dotación, sin que el reemplazo de Newcastle por el Earl de Bute como primer ministro afectara la operación.
En la capital portuguesa, MacNamara fue reconocido por las autoridades como jefe de la escuadra “para ser tenido entre los portugueses como de su propio Monarca [...] y también las órdenes convenientes para que sacara de Brasil las embarcaciones y tropas necesarias”.
El 30 de agosto partió rumbo a Río de Janeiro. Allí su gobernador Gomes Freire de Andrade, conde de Bobadela, reforzó su escuadra con la fragata Nossa Senhora da Gloria, de 38 cañones, ocho bergantines de transporte, y una fuerza de 600 hombres al mando del teniente coronel Vasco Fernandes Pinto Alpoin. Gomes Freire recomendó también a MacNamara que desembarcara en la Ensenada de Barragán, por su calado y porque además no estaba aún protegida.
El 20 de noviembre la escuadra dejó Río, cruzándose sin saberlo con las embarcaciones que llevaban a los prisioneros portugueses de la Colonia. El proyecto, desconociendo la caída de esa plaza, preveía desembarcar en la Ensenada de Barragán y marchar sobre la ciudad de Buenos Aires.

### Río de la Plata
Ya en diciembre, en aguas de Montevideo, la escuadra de MacNamara apresó una pequeña embarcación española, que les informó la rendición de la Colonia, por lo que decidió dirigirse directamente sobre Buenos Aires. Sin embargo, careciendo de prácticos del puerto (los prácticos del río portugueses habían sido apresados por Cevallos y enviados prisioneros a Río), no pudo ubicar el canal de acceso a la ciudad, rodeada de bancos de arena, por lo que retornó a Montevideo. 
Cevallos, quien permanecía en la Colonia, pese a pasar por un fuerte ataque de paludismo, se mantuvo al frente de la defensa. Desconociendo el punto de desembarco, envió parte de sus tropas a Maldonado y Montevideo, dejando en la Colonia 500 hombres y 100 en la isla San Gabriel.
El 2 de enero la escuadra anglo-portuguesa se apostó frente a Montevideo con intenciones de efectuar un ataque, pero al día siguiente llegó desde Río de Janeiro un buque portugués con órdenes de regresar. Un práctico que iba a bordo les informó que los navíos tenían mucho calado para entrar a Montevideo y le aconsejó pasar a Colonia, cuyos canales de acceso decía conocer bien.
MacNamara reunió a bordo de su capitana una junta de guerra, la cual decidió atacar Colonia. El 4 de enero de 1763 fondearon en el Riachuelo frente a Colonia, ensayando un golpe de mano y varios ataques menores para tantear las defensas, los que fueron rechazados.
La escuadra española al mando del teniente de navío Sarriá permanecía frente a Colonia, y estaba compuesta de la fragata Victoria, el Santa Cruz (capitán Urcullu) y el aviso San Zenón. Al aparecer la escuadra de MacNamara, Sarriá, abandonando la plaza a su suerte, se retiró a la cercana isla de San Gabriel, donde abandonó la fragata desembarcando con sus oficiales, dejando la tripulación (180 hombres) a bordo al mando del contramaestre.

### El asalto
Al mediodía del 6 de enero, los tres buques mayores se acoderaron por la banda de estribor frente a las principales posiciones fortificadas de la plaza: el Lord Clive frente al Baluarte de Santa Rita, el Ambuscade frente al de San Pedro Alcántara y el Gloria frente al de San Miguel. Iniciado el bombardeo de la plaza al mediodía y desde una distancia de unos 400 metros, el intercambio de fuego se mantuvo por cuatro horas. 

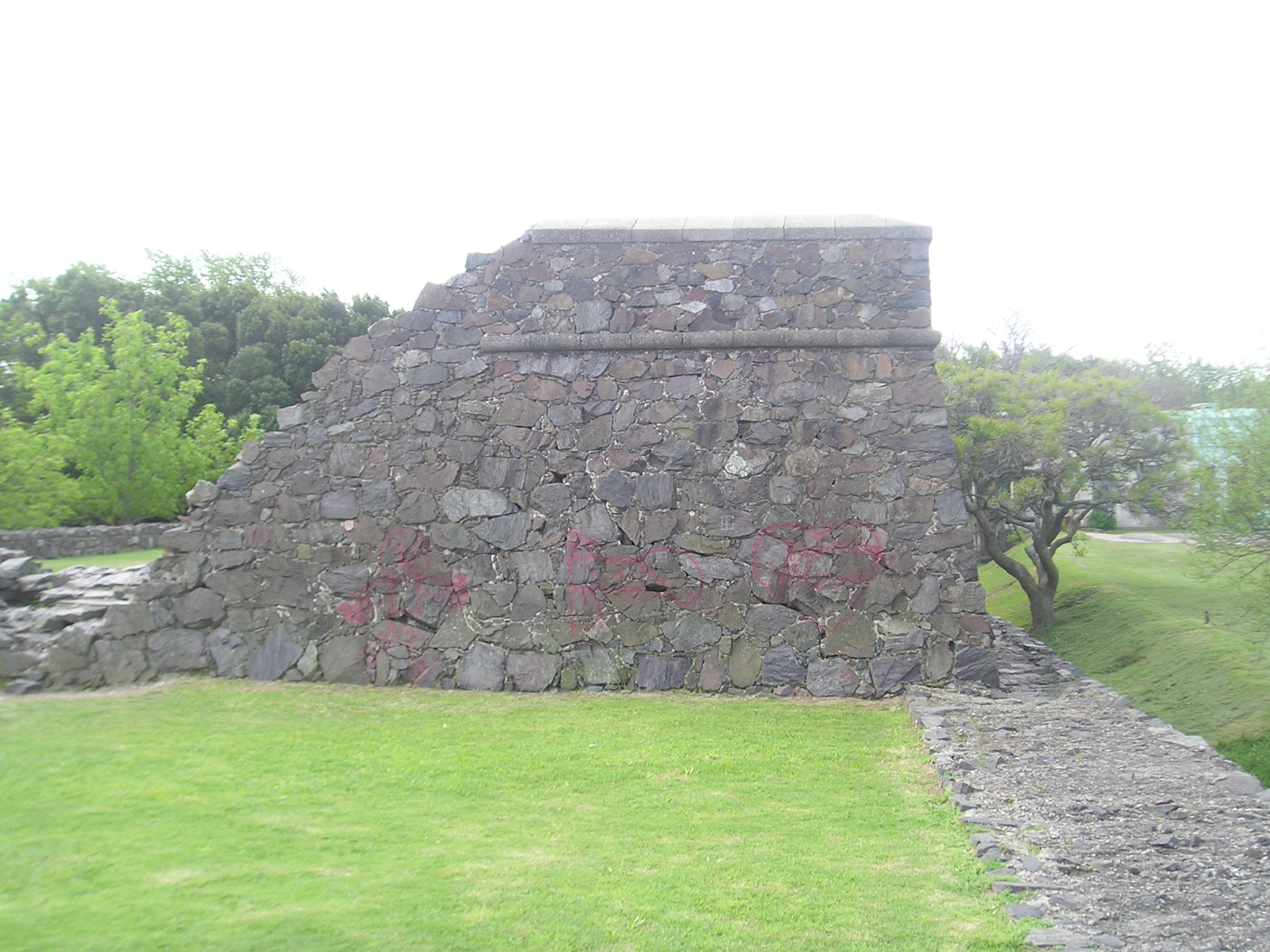
Restos del Bastión San Miguel.

Pese a lo intenso del fuego, más de 3000 disparos de bala rasa y metralla, las tropas de Cevallos, parapetadas en un terreno bajo, no sufrieron mayores bajas, pues los tiros enemigos eran muy elevados.
Una anécdota refiere que uno de los vigías que apostó Cevallos en la costa le mandó un mensaje informando el avistaje y agregando que “esos buques están buenos para la bala roja”.
Efectivamente, a las 16:00 horas una bala roja, una bala de hierro calentada al rojo vivo, desató un fuerte incendio en el Lord Clive, el que hasta ese momento había sufrido 40 bajas. En el siniestro murieron 272 de sus tripulantes, incluyendo a MacNamara. De los 78 sobrevivientes que abandonaron el barco a nado (otros dos en un pequeño bote), 62 fueron capturados por las fuerzas de Cevallos. El Ambuscade y el Gloria, seriamente averiados y con numerosas bajas (80 en la fragata británica), se retiraron a Río.
Las pérdidas españolas fueron de solo cuatro muertos en el fuerte. Cevallos consiguió recuperar parte de la artillería del Lord Clive antes de que estallara la santabárbara al anochecer, cerca de las 20 horas. Luego del naufragio, los españoles arrojaron pesadas piedras sobre la nave para evitar que los ingleses eventualmente la reflotaran.

### Hundimiento delVictoria
Al sentirse el estallido en la Victoria la tripulación que se disponía también a abandonarla decidió quedarse a bordo. A las 23:00 el contramaestre envío un bote a la isla para recoger a Sarría, quien al acercarse a la fragata y oír tres cañonazos por una falsa alarma ordenó que lo regresaran a tierra firme. 
Al amanecer del 7 de enero regresó brevemente a bordo, tras lo que volvió a la isla San Gabriel dejando a sus oficiales para recoger su equipaje. En la tarde volvió a la fragata y encabezó una junta de guerra, decidiendo abandonar la nave y dirigirse a la isla, sin informar a Cevallos de sus decisiones. 
La fragata estaba entonces varada en la arena pero sin daños, por lo que saldría a flote con la marea. Sarría ordenó sin embargo hundirla sin más, sin salvar la artillería, pólvora, municiones y demás pertrechos: «Luego que salga de su bordo la lancha, empiece Ud., sin pérdida de tiempo, a echar la artillería al agua, y tenerle abierto buenos rumbos a la fragata para que se vaya a pique, antes que logren los enemigos hacer alguna intentona, ó con esa artillería batir a esta isla, de lo que se nos haría grave cargo, y de este sentir son todos los oficiales y yo, y así sin interpretación póngalo Ud. luego por obra. De Ud., Sarriá.» 
Pese a sus órdenes, el contramaestre solamente abrió unos pocos barrenos para demorar la entrada de agua. Cuando Cevallos finalmente tuvo noticias mandó de inmediato al piloto Manuel Joaquín de Zapiola, un práctico y varios marineros para salvar la fragata. Entrando a puerto el 8 de enero una tormenta la lanzó contra las rocas al no poder echar un ancla, ya que habían sido arrojadas por la borda por órdenes de Sarriá. 
Cevallos arrestó a Sarriá y sus oficiales. Sin embargo, el consejo de guerra realizado en 1766 decidió absolverlo inexplicablemente de todos los cargos.

## Consecuencias
La toma de la Colonia y el rechazo a la escuadra enemiga fue una de las mayores victorias que se habían dado hasta entonces en aquella parte de América. Cevallos prosiguió su campaña hacia el este, apoderándose el 19 de abril de 1763 de la Fortaleza de Santa Teresa y días después de la de San Miguel, llegando el 24 de abril hasta Río Grande de San Pedro, donde debió detenerse al conocer la noticia del Tratado de París, firmado el 10 de febrero de 1763, que ponía fin a la guerra y por el cual la Colonia de Sacramento y las demás posesiones ocupadas por Cevallos debían ser restituidas a los portugueses.
Los náufragos del Lord Clive fueron interrogados y luego de un sumarísimo juicio, los oficiales fueron ahorcados. El dudoso estatus legal de la expedición, confirmado por la consideración en Londres tras la derrota de la condición de corsarios de sus miembros, hacía que no fueran considerados prisioneros de guerra sino asimilables a piratas. Por su parte, la mayoría de los prisioneros, tripulantes sin rango, fueron trasladados a Buenos Aires e internados en el interior del país.
Algunos de los prisioneros confinados en el territorio se afincaron en el territorio de la futura República Argentina. Años después, tras la independencia, algunos de sus descendientes se encontraban entre los firmantes de una presentación efectuada en 1817 ante el general José de San Martín, quien organizaba en la provincia de Mendoza el Ejército de los Andes, con el que libertaría Chile y Perú. En el mismo, John Heffernan, W. Manahan, Timothy Lynch, John Brown, John Young, Thomas Hughes, William Carr y Daniel MacGeoghegan, descendientes de los prisioneros de la expedición de 1763, decían que «agradecidos por la gran hospitalidad y llenos de entusiasmo por los derechos de los hombres, no podían ver con indiferencia los riesgos que amenazaban el país y estaban dispuestos a tomar las armas y dar su última gota de sangre, si fuera necesario, en su defensa». 
Por su parte, el capitán William Robarts, de la Ambuscade, permaneció en Río al servicio de la marina portuguesa. 
Participó del escuadrón portugués al mando del británico Robert McDouall durante la guerra por Colonia de 1775-1777 donde elaboró un plan para atacar Buenos Aires, el que compartió con el entonces capitán Arthur Phillip, último defensor de Colonia. Ese plan fue puesto por Phillip en conocimiento del gobierno británico y adoptado por Thomas Townshend, 1° Vizconde Sídney, secretario de estado del gabinete de William Petty Landsdowne. La flota al mando del comodoro Robert Kingsmill (1730–1805) partió el 16 de enero de 1783, pero el fin de la guerra detuvo su ejecución.
En febrero de 2004 un equipo de buceadores dirigido por el argentino Rubén Collado encontró los restos del Lord Clive.